# Nizina Wielkich Jezior
Nizina Wielkich Jezior – określenia Dolne Wielkie Jeziora używa się w odniesieniu do jezior Ontario i Erie i tak też nazwano towarzyszące im niziny. Cały region jest zbudowany z płasko ułożonych, paleozoicznych, skał osadowych. Nizina rejonu Wielkich Jezior ma kształt podobny do wydłużonego trójkąta i bywa nazywana „półwyspem”, gdyż jej południową i południowo-wschodnią granicę stanowią jeziora Ontario i Erie, a zachodnią i północno-zachodnią jezioro Huron.

## Rzeźba terenu
Charakterystycznym elementem rzeźby tego obszaru jest tzw. Próg Niagary ciągnący się od doliny rzeki Niagara do brzegów jeziora Huron. Jest to kuesta, której linia grzbietowa wznosi się od 180 do 480 m n.p.m. Powierzchnia jest urozmaicona różnymi osadami i formami polodowcowymi. W skałach osadowych regionu występuje gaz ziemny.